# Le Bignon
Le Bignon is een gemeente in het Franse departement Loire-Atlantique in de regio Pays de la Loire. De plaats maakt deel uit van het arrondissement Nantes. Le Bignon telde op 1 januari 2022 3.967 inwoners.

## Geschiedenis
Le Bignon maakte deel uit van het kanton Aigrefeuille-sur-Maine tot dit op 22 maart 2015 werd opgeheven. De gemeente werd hierop opgenomen in het kanton Saint-Philbert-de-Grand-Lieu.

## Geografie
De oppervlakte van Le Bignon bedroeg op 1 januari 2022 27,54 vierkante kilometer; de bevolkingsdichtheid was toen 144 inwoners per km².

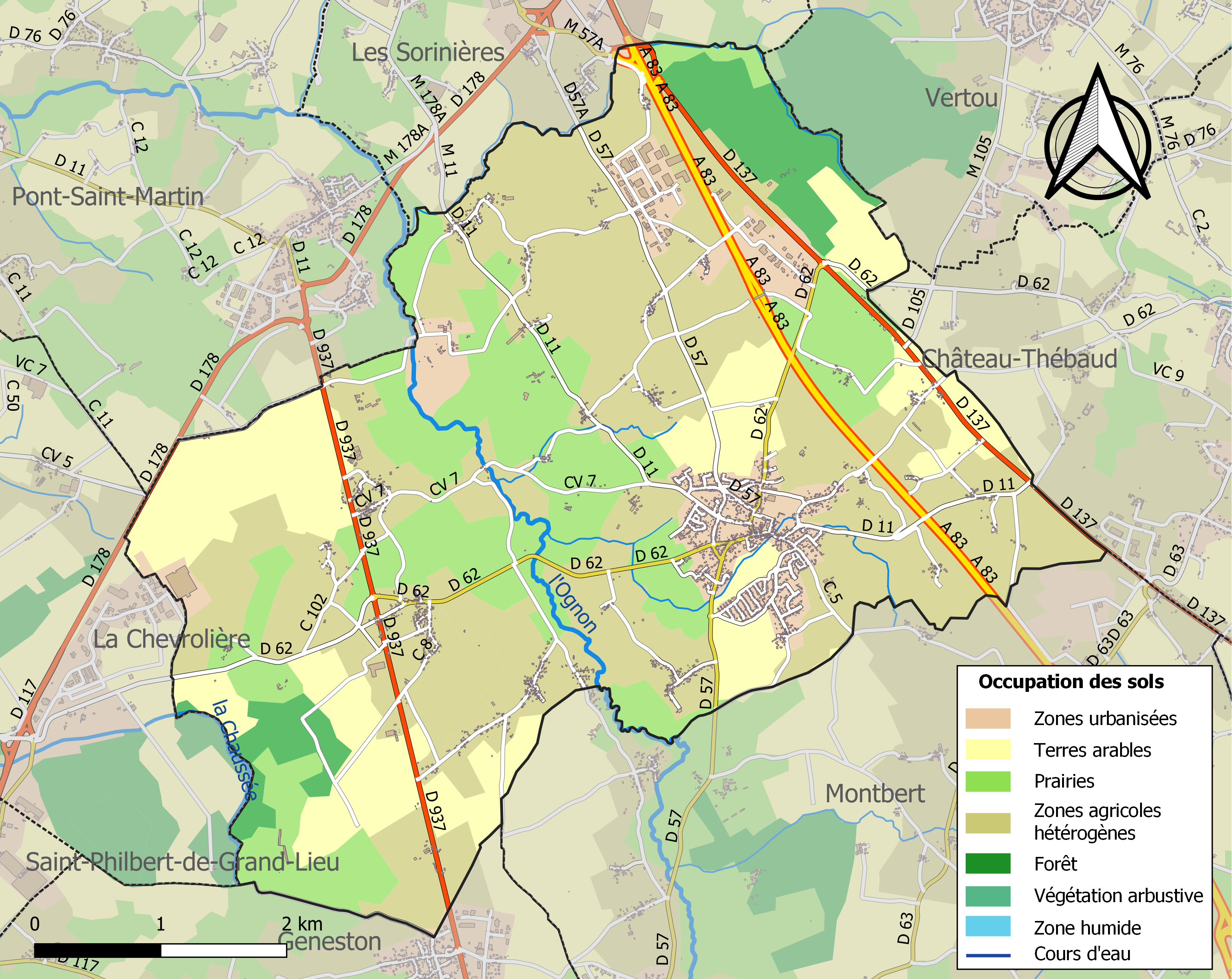
Kaart van de gemeente met de belangrijkste infrastructuur, bodemgebruik en omliggende gemeenten

## Demografie
Onderstaande figuur toont het verloop van het inwonertal (bron: INSEE-tellingen).

Le Bignon · La Chevrolière · Corcoué-sur-Logne · Geneston · Legé · La Limouzinière · Montbert · Pont-Saint-Martin · Saint-Colomban · Saint-Lumine-de-Coutais · Saint-Philbert-de-Grand-Lieu · Touvois